# رافنسبورگ (ناحیه)
رافنسبورگ (به آلمانی: Landkreis Ravensburg) یک شهرستان در آلمان است که در توبینگن واقع شده‌است. رافنسبورگ ۲۷۶٬۴۷۴ نفر جمعیت دارد.